# Chicom

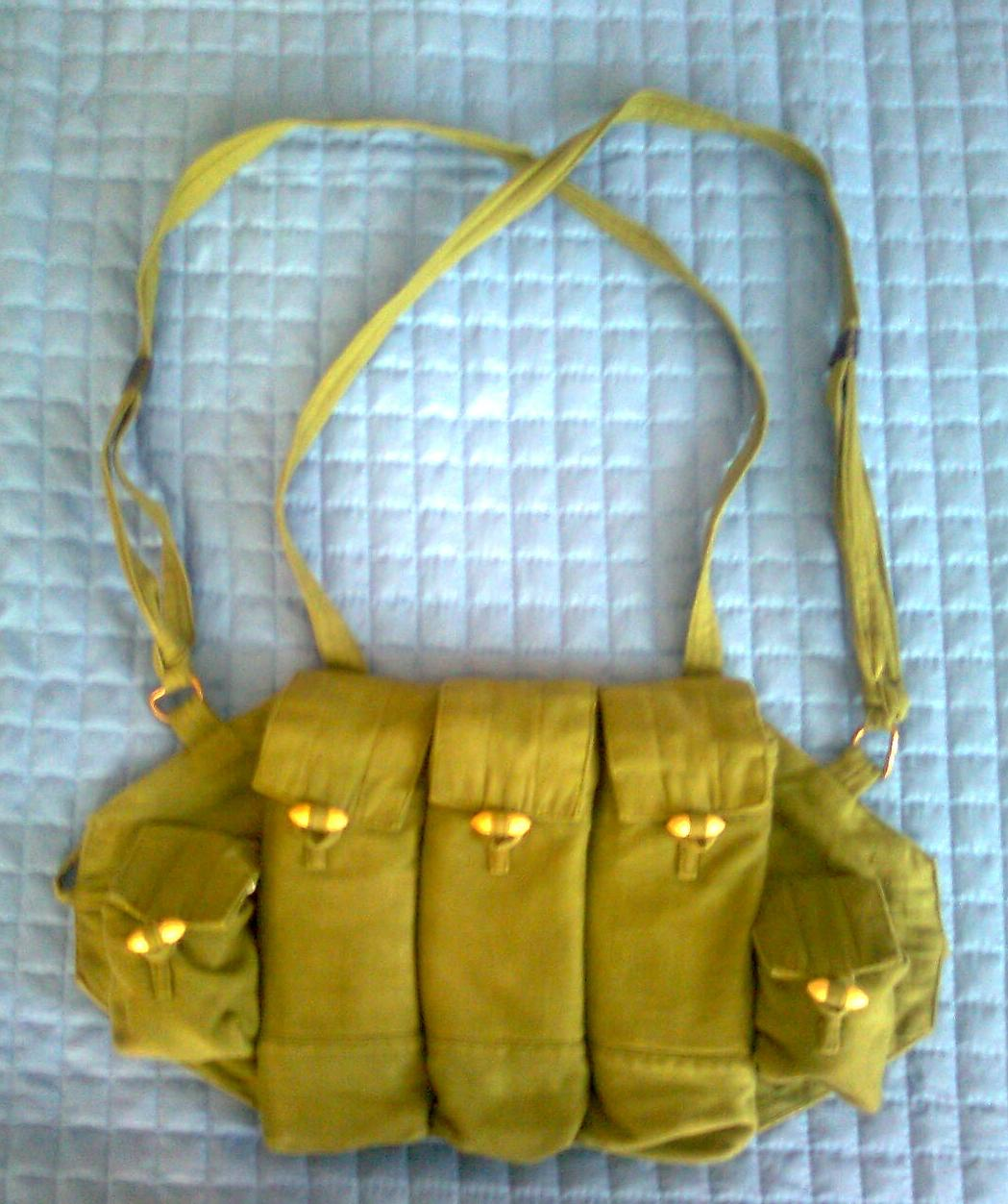
Chicom in canapa di produzione vietnamita

Il Chicom è un sistam di giberne di origine asiatica, utilizzato largamente dalle forze comuniste nella guerra in Vietnam e dai Mujaeddin nella guerra in Afghanistan. Disponibile in molte varianti, è stato prodotto da molte nazioni, quali il Vietnam e il Pakistan. Attualmente è ancora impiegato da forze irregolari e terroristiche, nonché da molti eserciti e da alcuni operatori delle forze speciali occidentali per la sua leggerezza e resistenza.
Costruito in canapa, è composto da 3 o 4 tasche centrali (varia da versione a versione) che tengono uno o due caricatori per AK e da alcune tasche laterali, deputate al trasporto di granate e di altri effetti personali.

## Il "Lifchick"
Durante la guerra in Afghanistan, i sovietici si resero conto della praticità del chicom. Spesso i soldati dell'Armata rossa lo utilizzavano come preda bellica sopra la buffetteria ufficiale. Una versione migliorata di questa pettorina, chiamata lifchick (conosciuta anche come bra o afghaka), fu sviluppata dai russi durante gli anni '80. Fu introdotto un nuovo sistema di chiusura per le tasche e la capacità di carico passò a 6 caricatori per AK o RPK e  a 4 granate del tipo "limonka".